# Anna Margarete von Dalberg
Anna Margarete von Dalberg (* 1599) stammt aus der reichsritterschaftlichen Familie von Dalberg und trat nach ihrer Ehe in das adelige Damenstift von St. Maria im Kapitol, Köln, ein.

## Herkunft
Anna Margarete war eines von sieben Kindern von Wolfgang Friedrich I. von Dalberg (1565–1621) und seiner ersten Frau, Ursula von Kerpen-Illingen (1580 oder 1581–1611).

## Leben
Anna Margareta heiratete 1617 Hans Gernand Ulner von Dieburg. Angesichts ihrer vier Schwestern sagte ihr Vater eine Mitgift von 5000 Gulden zu, zahlte aber zunächst nur 2000 Gulden aus. Die Restforderung von 3000 Gulden gegen ihre Herkunftsfamilie wurde später auf 1000 Gulden reduziert. Aus dem Erbe ihres Mannes erhielt sie weitere 3000 Gulden. Ob diese reduzierte Witwenversorgung oder ein religiöses Motiv hinter ihrer Entscheidung stand, nach dem Tod ihres Mannes (wohl 1637) als Stiftsdame in dem adeligen Damenstift von St. Maria im Kapitol in Köln einzutreten, muss offen bleiben. Als sie die Entscheidung traf, war der gemeinsame Sohn noch minderjährig.

## Dalberg und St. Maria im Kapitol in Köln

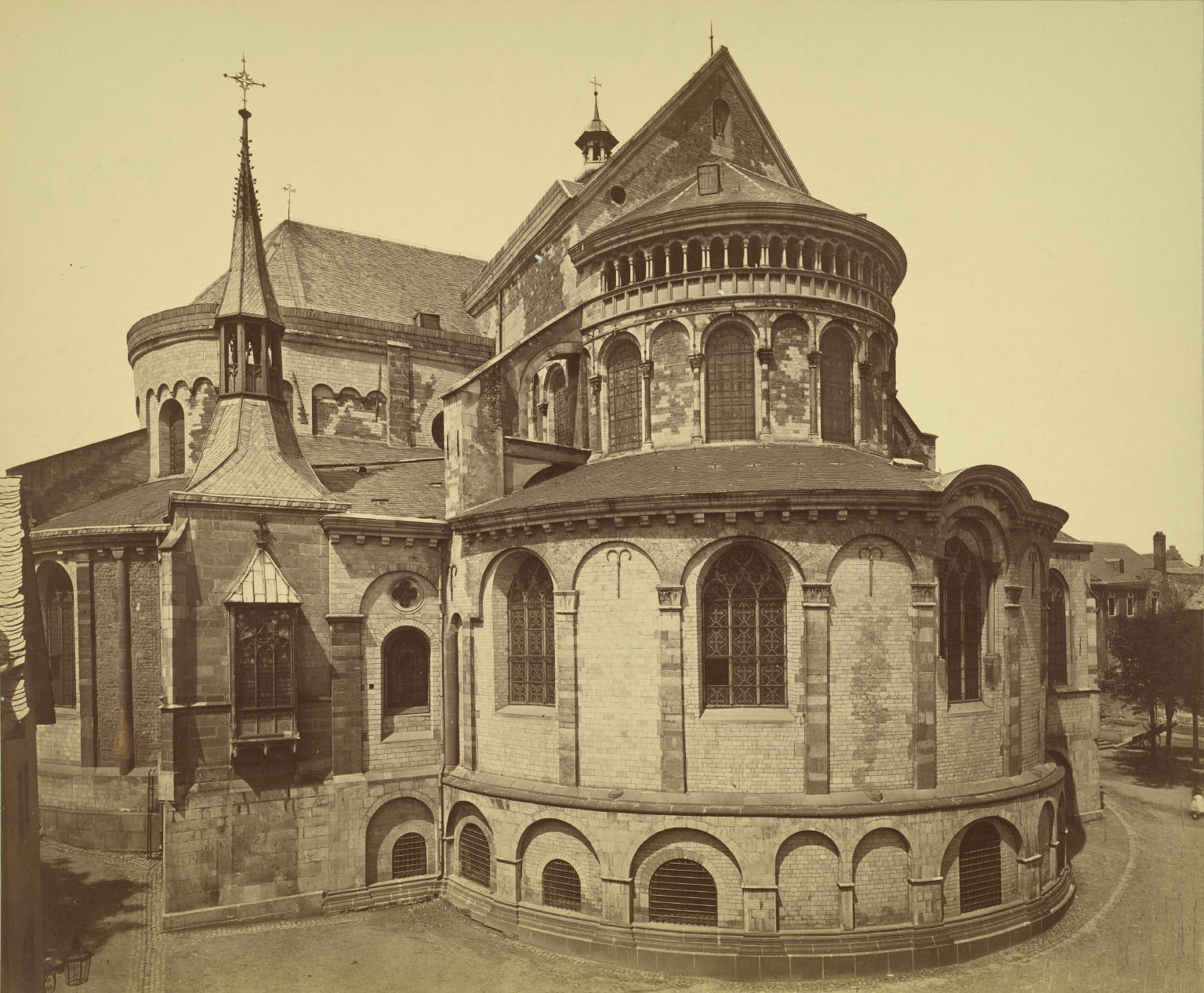
St. Maria im Kapitol in Köln (um 1865)

Anna Margareta begründete mit ihrem Eintritt in das adelige Damenstift von St. Maria im Kapitol in Köln eine Tradition, der mehrere Frauen aus der Familie von Dalberg bis zum Ende des Heiligen Römischen Reiches folgten. Das Damenstift in Köln stellt so die nördlichst gelegene Einrichtung dar, mit der die Familie von Dalberg in dieser Art verbunden war. Der Schwerpunkt der Familie lag diesbezüglich eher im nördlichen Oberrheingebiet. Weitere Stiftsdamen in St. Maria im Kapitol in Köln aus der Familie von Dalberg wurden:
- Anna Sophia Maria Franziska von Dalberg (* 20. Oktober 1675 in  Mainz; † 17. Dezember 1762), Tochter von Friedrich Dietrich von Dalberg (* um 1637[3]; † 7. Juli 1712) und Maria Klara von Schönborn.[4]
- Maria Anna Josepha Franziska Sophia von Dalberg (* 18. September 1731 in Hammelburg; † 28. Januar 1798 in Mannheim), Tochter von Hugo Philipp Eckbert von Dalberg-Wallhausen (* 31. März 1702; † 29. Februar 1754), und Maria Anna Josepha Sophia Zobel von Giebelstadt (* 20. August 1713; † 8. Juni 1774).[5]
- Antonetta Franziska Maria von Dalberg (* 11. Juli 1757; † nach dem 27. Juli 1812 in Aschaffenburg) war eine Tochter von Franz Heinrich von Dalberg und Maria Sophie Anna, Tochter von Karl Anton Ernst von Eltz-Kempenich, genannt Faust von Stromberg.[6] Sie war somit eine Schwester des Fürstprimas Karl Theodor von Dalberg (1744–1817), Kurfürst und Erzbischof von Mainz.